# Ivan Krajčírik
Ivan Krajčírik (sinh 15 tháng 6 năm 2000) là một cầu thủ bóng đá Slovakia thi đấu cho MFK Ružomberok ở vị trí thủ môn.

## Sự nghiệp câu lạc bộ
Krajčírik ra mắt tại Fortuna Liga cho MFK Ružomberok trước FC ViOn Zlaté Moravce ngày 14 tháng 10 năm 2017.